# Rhino Rumble
Rhino Rumble es un juego de Game Boy Color desarrollado por Lost Boys Games y lanzado en 2002. El juego es un videojuego de plataformas de desplazamiento lateral que presenta a la mascota titular, Rocky, un rinoceronte que se encuentra con un aliento ardiente después de comer un pimiento picante..El jugador tiene la tarea de guiar a Rocky para encontrar la cascada mágica que curará su aliento.

## Modo de juego
Rhino Rumble presenta diecinueve niveles en siete mundos, que abarcan «bosques, cuevas, desiertos abrasadores y campos de nieve helados». El personaje del jugador puede derrotar a los enemigos usando su aliento para disparar bolas de fuego y «rebotar con el vientre» sobre ellos. Derrotar enemigos otorga al jugador puntos que pueden usarse para desbloquear niveles de bonificación más adelante en el juego.  Barcos, aviones y carros mineros también están disponibles para ayudar al jugador a atravesar los niveles. 

## Recepción
Rhino Rumble recibió críticas moderadas. Marc Nix de IGN declaró que el juego era «divertido y encantador», con «gráficos brillantes y coloridos». Total Advance elogió la presentación visual del juego y señaló que «los fondos están muy bien representados» en los diversos mundos, y observó que «el juego es muy fácil de aprender y entrar».  Las críticas negativas criticaron las cualidades poco destacables de Rhino Rumble en comparación con otros videojuegos de plataformas . Brett Allan Weiss de AllGame descartó el juego como un «juego de plataformas derivado», y señaló su falta de potenciadores, salas secretas y acertijos, afirmando que aunque Rhino Rumble «no era un mal juego», era «un compuesto simplificado y diluido de varios buenos».  Si bien elogió el juego, Game Boy Power reconoció de manera similar que el juego era «poco origina». 

## Rhino Rumble Puzzle
Se planeó lanzar un juego de plataformas en forma de rompecabezas de Rhino Rumble inédito, Rhino Rumble Puzzle, en 2001 o 2002. IGN presentó una vista previa del juego en 2000, afirmando que Rhino Rumble Puzzle presentaba 60 niveles con minijuegos y permitiría a los jugadores crear y compartir sus propios escenarios utilizando el enlace infrarrojo de Game Boy Color . El desarrollador de Lost Boys Games, Mathijs de Jonge, declaró que el estudio no pudo encontrar un editor: «en esos días, los editores querían personajes con licencia y nos pidieron que cambiáramos los personajes agradables que creamos por figuras de dibujos animados conocidas. No queríamos comprometer nuestro juego y, lamentablemente, eso aseguró que nadie quisiera publicarlo».